# Dominique Rousseau (dessinateur)
Pour les articles homonymes, voir Dominique Rousseau et Rousseau.
Dominique Rousseau, né à Paris le 17 septembre 1954, est un auteur, illustrateur et bédéiste français. Il vit à Avignon.

## Biographie

### Activités de bédéiste
Il commence à être publié en 1978 dans BD Hebdo, Charlie Hebdo, La Semaine de Charlie et Hara-Kiri. Il confie dans le journal La Provence : « Pour le dessin de presse, je suis de l'école Charlie, publié à mes débuts -dans les années 70- dans les trois journaux de la Rue des Trois Portes ». En 1979, pour Charlie mensuel, il crée L'Incroyable Affaire de la valse sanglante, édité dans la foulée en album, puis E pericoloso sporgersi.
En 1982, il reprend le personnage de Condor sur des scénarios de Jean-Pierre Autheman. Prépubliés dans Charlie mensuel, Pilote et Charlie, les albums paraissent chez Dargaud (6 au total).
Pour les enfants, il collabore à la revue Je bouquine et dessine pendant six ans (de 1993 à 1999) les enquêtes d'Algernon Bright, créées avec Leigh Sauerwein, puis sur des textes de Pierre Le Gall pour la revue I Love English. Pour la collection « Z'azimut », chez Fleurus, il a illustré près d'une quarantaine d'histoires policières.
Il signe des dessins satiriques dans L'Hebdo de La Provence.
Dominique Rousseau assure, après le tome 5 de La Dernière Prophétie en 2012, la continuité de la série Vasco créée par Gilles Chaillet, pour Le Lombard.
En 2020, il est le coordinateur éditorial d'une Docu BD, Avignon, de la Préhistoire à Clément VI, aux éditions Petit à petit.

### Activités liées à l'animation et la pédagogie
Après ses études de cinéma à Vincennes (Université Paris-VIII), Dominique Rousseau a exercé divers métiers : animateur pour enfants à Suresnes, animateur-éducateur pour des enfants handicapés avec l'Établissement médico-pédagogique de Suresnes, musicien de jazz dans divers groupes de 1970 à 1987, dont l'Alligator Jazz Band.
Il anime depuis 1992 des ateliers pour enfants et adultes et des stages autour de la bande dessinée : écriture/mise en scène/dessin. Il est intervenu en milieu scolaire : primaire, collège, lycée, LEP ; également au Quartier Mineur de Luynes et a animé des stages en CEF et au Quartier Mineur du Pontet, avec Akwaba, l'ACSE et la DPJJ, ainsi qu'en pédopsychiatrie au Centre Mérignargues, à Montfavet, de 2006 à 2016.
En 2008, il crée l'association Scène Huit et, en lien la même année, les éditions du même nom. Seront publiés des ouvrages d'ateliers pédagogiques, des bandes dessinées et un témoignage d'expérience. Les éditions s'ouvrent à la littérature avec les romans de Véronique Cambo : Les Couleurs de la colère (2014) et Crime et poésie : RSA et caetera (2018).

### Activités autour du théâtre
Dominique Rousseau commence le théâtre au lycée en 1970. Il devient animateur d'un atelier de théâtre et d'un ciné-club au Centre Léo Lagrange de Suresnes. Il reçoit une formation de comédien de 1983 à 1993 dans les ateliers d’Anne-Marie Lazarini et Monique Fabre, au Théâtre des Athévains à Paris. En 1986, les ateliers prennent le nom de La Porte Rouge, qui présentera principalement Les Corbeaux de H. Becque et Les Criminels de Ferdinand Bruckner. Il tient le rôle du Capitaine dans Père d’August Strindberg, mis en scène par Monique Fabre.
Dominique Rousseau quitte la ville de Paris et provisoirement le théâtre, pour Avignon en 1993.
Il signe des caricatures sur l'actualité du Vaucluse et des articles illustrés sur les spectacles du Festival d'Avignon In et Off dans Vaucluse l'Hebdo-Le Comtadin de 2001 à 2006, et dans La Provence de 2010 à 2016.
Il reste attaché au théâtre avec des créations de costumes et ou de décors avec Gérard Gelas (Les Constellations aquatiques, 2003), Gérard Vantaggioli (Le Dernier Paysan et les coquelicots, de Bernard Sorbier) et Thomas Ress (Silence complice de Daniel Keene, 2013).

## Prix littéraires et distinctions
- 1984 : Prix de la ville de Paris, pour L'Otage[13]
- 1987 : Prix Air Inter d'Ajaccio
- 1991 : Betty Boop du meilleur album - Festival de Bande Dessinée d'Hyères
- 2017 : Prix du meilleur album de BD historique - Festival BD'Art de Rive de Gier
- 2018 : Prix du meilleur album de BD historique - Festival BD'Art de Rive de Gier
- 2019 : Prix du district de Metz et de la caisse Crédit Mutuel Val de Seille

## Publications

### Bandes dessinées

#### Albums
Séries
- Série Condor (scénarios de Jean-Pierre Autheman) :

1. L'Otage. Paris : Dargaud, 11/1983, 48 p.  (ISBN 2-205-02543-0). Rééd. Dargaud, 06/1985 ; Dargaud, 03/1993  (ISBN 2-205-04024-3) ; Scène huit, 12/2019  (ISBN 979-10-91637-04-6). Prépublication dans Charlie mensuel n° 7 (10/1982), n° 13 (04/1983).
2. Alerte en Afrique. Paris : Dargaud, 01/1985, 47 p.  (ISBN 2-205-02891-X). Rééd. Dargaud  (ISBN 2-205-04020-0). Prépublication dans Charlie mensuel n° 27 (06/1984), n° 32 (11/1984).
3. L'Empire du pacifique. Paris : Dargaud, 02/1987, 48 p.  (ISBN 2-205-03386-7). Prépublication dans Pilote & Charlie, n° 5 (07-08/1986), n° 6 (09/1986), n° 7 (10/1986), n° 8 (11/1986), n° 9 (12/1986), n° 10 (01/1987).
4. Le Testament de Marius Casanova. Paris : Dargaud, 11/1990, 47 p.  (ISBN 2-205-03716-1). Prépublication dans Pilote, n° 39 (09/1989), n° 40 (10/1989), n° 41 (11/1989).
5. Opérette marseillaise. Paris : Dargaud, 03/1993, 48 p.  (ISBN 2-205-04054-5)
6. Le Rendez-vous de Yu-Moon. Paris : Dargaud, 01/1998, 50 p.  (ISBN 2-205-04465-6). Prépublication dans Okapi n° 607, 24/05/1997.

- Condor intégrale n° 1. Paris : Dargaud, 10/2021, 200 p.  (ISBN 978-2-205-08578-5). Avec un dossier de Patrick Gaumer en fin de volume. Réunit : L'Otage et Alerte en Afrique.
- Condor intégrale n° 2. Paris : Dargaud, 11/2022, 196 p.  (ISBN 978-2-205-08579-2). Avec un dossier "Marseille, port d'attache" de Dominique Rousseau en fin de volume. Réunit : L'Empire du Pacifique, Le Testament de Marius Casanova, Opérette Marseillaise et Le Rendez-Vous de Yu-Moon.

- Série La Dernière Prophétie (scénarios de Gilles Chaillet) :
  - Tome 5 : La Foudre et la croix, scénario de Gilles Chaillet. Grenoble : Glénat, coll. « La Loge noire », 10/2012, 48 p.  (ISBN 978-2-7234-8086-4)

- Série Vasco (créée par Gilles Chaillet) :
  - Tome 25 : Les Enfants du Vésuve / scénario de Gilles Chaillet. Paris : Éd. du Lombard, 11/2013, 48 p.  (ISBN 978-2-8036-3258-9)
  - Tome 26 : La Cité ensevelie / scénario et dess. Dominique Rousseau d’après les notes de Gilles Chaillet, couleurs Chantal Defachelle. Paris : Éd. du Lombard, 03/2015, 48 p.  (ISBN 978-2-8036-3541-2)
  - Tome 27 : Les Citadelles de sable / scénario Luc Révillon d'après l'œuvre de Gilles Chaillet ; couleurs Chantal Chaillet. Paris : Éd. du Lombard, 04/2016, 48 p.  (ISBN 978-2-8036-3622-8)
  - Tome 28 : I Pittori / scénario Luc Révillon d'après l'œuvre de Gilles Chaillet ; couleurs Chantal Chaillet. Paris : Éd. du Lombard, 09/2017, 48 p.  (ISBN 978-2-8036-7124-3)
  - Tome 29 : Affaires Lombardes / scénario Luc Révillon d'après l'œuvre de Gilles Chaillet ; couleurs Chantal Chaillet. Paris : Éd. du Lombard, 05/2018, 48 p.  (ISBN 978-2-8036-7220-2)
  - Tome 30 : L'Or des glaces / scénario Luc Révillon d'après l'œuvre de Gilles Chaillet ; couleurs Chantal Chaillet et Dominique Rousseau. Paris : Éd. du Lombard, 09/2019, 48 p.  (ISBN 978-2-8036-7442-8)
  - Hors-série : Ombres et lumières sur Venise / scénario Luc Révillon d'après l'œuvre de Gilles Chaillet ; couleurs Chantal Chaillet. Paris : Éd. du Lombard, 09/2019, 48 p.  (ISBN 978-2-8036-7268-4)
  - Vasco intégrale n° 9. Paris : Éd. du Lombard, 01/2020, 160 p.  (ISBN 978-2-8036-7561-6). Réunit les tomes 25, 26 et 27.
  - Vasco intégrale n° 10. Paris : Éd. du Lombard, 08/2021, 168 p.  (ISBN 978-2-8082-0200-8). Réunit les tomes 28, 29 et 30.

- Série Villes en BD
  - Le Mans en BD, Tome 1 : De la muraille romaine à Scarron : De -51 à 1732 / scénario Olivier Renault. Dessin chapitre 5 : L'Abbaye de Bérengère de Navarre. Rouen : Petit à Petit, coll. « L'histoire dans L'Histoire », 10/2018, 73 p.  (ISBN 979-10-95670-63-6)
  - Avignon en BD, Tome 1 : De la Préhistoire à Clément VI / scénario et dessins de D. Rousseau ; participation de Philibert pour une partie des dessins et de Véronique Cambo pour certains textes ; couleurs de Julie Poinçot. Rouen : Petit à Petit, coll. « Villes en BD », 06/2020, 80 p.  (ISBN 978-2-38046-015-5)
  - Avignon en BD, Tome 2 : Du temps des papes à nos jours / scénario et dessins de D. Rousseau. Rouen : Petit à Petit, coll. « Villes en BD », 06/2023, 80 p.  (ISBN 978-2-38046-169-5)

One shots
- L'Incroyable Affaire de la valse sanglante / scénario et dessins de D. Rousseau. Paris : Éd. du Square, coll. « Bouquins Charlie », 1979, 45 p. Prépublication dans Charlie mensuel n° 121 (02/1979).
- E pericoloso sporgersi / texte et dessins de D. Rousseau. Paris : Futuropolis, collection X n° 60, 1988, [24] p.  (ISBN 2-7376-5670-2). Prépublication dans Charlie mensuel n° 145, 02/1981.
- Tempête aux heures claires / D. Rousseau, le groupe Yougataga et la PJJ. Avignon : Scène huit éd., 07/2010, 79 p.  (ISBN 978-2-9533587-4-2)

#### Bandes dessinées dans la presse
- Le Ruban moucheté / d’après la nouvelle de Conan Doyle ; adaptation Dieter. In Je Bouquine (Bayard Presse Jeune) n° 71, janvier 1990, p. 65-78 (13 pl.)
- La Demande en mariage / d’après la pièce de théâtre d’Anton Tchekhov ; adaptation Leigh Sauerwein. In Je Bouquine (Bayard Presse Jeune) n° 95, janvier 1992, p. 75-86 (11 pl.), dans le cadre d’un dossier littéraire consacré à Anton Tchekhov.
- Dix petits nègres / d’après le roman d’Agatha Christie  ; adaptation Serge Le Tendre. In Je Bouquine (Bayard Presse Jeune) n° 79, septembre 1990, p. 81-94 (13 pl.), dans le cadre d’un dossier littéraire consacré à Agatha Christie.
- Les Enquêtes d'Algernon Bright / créées avec Leigh Sauerwein puis sur des textes de Pierre Le Gall, I Love English, Bayard presse, d’octobre 1993 à février 1999.
- Vipère au poing / d’après le roman d’Hervé Bazin ; adaptation Serge Le Tendre. In Je Bouquine (Bayard Presse Jeune) n° 138, août 1995, p. 74-84 (11 pl.), dans le cadre d’un dossier littéraire consacré à Hervé Bazin.
- Un bon petit diable / d’après le roman de la Comtesse de Ségur ; adaptation Leigh Sauerwein. In Je Bouquine (Bayard Presse Jeune) n° 152, octobre 1996, p. 77-88 (10 pl.), dans le cadre d’un dossier littéraire consacré à La Comtesse de Ségur.
- Zinotchka / d’après la nouvelle d’Anton Tchekhov ; adaptation Rodolphe. In Je Bouquine (Bayard Presse Jeune) n° 158, avril 1997, p. 75-86 (11 pl.), dans le cadre d’un dossier littéraire consacré à Anton Tchekhov.
- Alice au pays des merveilles / d’après le roman de Lewis Carroll ; adaptation Dominique Rousseau ; ill. Isabelle Dethan. In Je Bouquine (Bayard Presse Jeune) n° 170, avril 1998, p. 75-86 (10 pl.), dans le cadre d’un dossier littéraire consacré à Lewis Carroll.
- La Métamorphose / d’après le roman de Franz Kafka ; adaptation et dess. Dominique Rousseau. In Je Bouquine (Bayard Presse Jeune) n° 204, février 2001, p. 65-76 (11 pl.), dans le cadre d’un dossier littéraire consacré à Franz Kafka. Dossier en marge : Rencontre avec l’auteur de La “Métamorphose” écrit par Françoise Mona, p. 77-82.
- Le Mystère du Labyrinthe / d’après le roman de Robert van Gulik ; adaptation et dess. Dominique Rousseau. In Je Bouquine (Bayard Presse Jeune) n° 245, juillet 2004 (11 pl.).
- Inséparables / d’après un conte traditionnel chinois ; adaptation et dess. Dominique Rousseau. In Je bouquine (Bayard Presse Jeune) n° 281, juillet 2007 (11 pl.).
- La Chose qui ne pouvait pas exister / adaptation et dess. Dominique Rousseau d'après le roman de Moka, Cargo Zone n° 5, mars-avril 2008.

### Romans et albums illustrés
- Le Secret des Incas  / un roman de Claude Michelet ; ill. par Dominique Rousseau. In Je Bouquine (Bayard Presse Jeune) n° 51, mai 1988, p. 13-62. Rééd. Bayard, coll. « Je bouquine » n° 17, 1992, 85 p.  (ISBN 2-227-72314-9)
- L’Assassin est dans la maison ! (Killer in the House) / roman de John Tully ; trad. Annick Le Goyat. In Je Bouquine (Bayard Presse Jeune) n° 172, juin 1998, p. 15-60.
- Chintu : la petite danseuse indienne / texte et illustrations Dominique Rousseau ; d'après le spectacle de Claude Dezothez. Boulogne : Axiome éditions, coll. « Du théâtre au livre, du livre au théâtre », 2002, 60 p.  (ISBN 2-84462-097-3)
- Comme un chat / Bernard Sorbier ; dessins Dominique Rousseau. Buis les Baronnies : les mots du Ber, 2004, 24 p.  (ISBN 2-9515858-4-5). Réimp. 2005 (1000 ex.)
- Comme un chien / Bernard Sorbier ; dessins Dominique Rousseau. Buis les Baronnies : les mots du Ber, 05/2010.  (ISBN 978-2-918434-02-3)
- La Nuit du loup / Marie Bertherat ; illustrations de Dominique Rousseau. Paris : Fleurus, coll. « Zeste » n° 10, 01/2006, 34 p.  (ISBN 978-2-215-05380-4)
- Le Dernier Paysan et les coquelicots / Bernard Sorbier ; ill. de D. Rousseau. Buis les Baronnies : les petits mots de Ber, 2015, 58 p.  (ISBN 978-2-918434-06-1)
- Sauver le Climat et gagner plus / André Larané ; ill. de D. Rousseau. Paris : éditions herodote.net, 2020, 174 p.  (ISBN 978-2-37184-062-1)

### Illustrations diverses
- Panorama du roman d’espionnage contemporain / de Jean-Paul Schweighaueser ; ill. de couv. D. Rousseau. Paris : Éd. de l’Instant, 1986, 252 p.  (ISBN 2-86929-026-8)
- Panorama du polar français contemporain / de Maurice Périsset ; ill. de couv. D. Rousseau. Paris : Éd. de l’Instant, 1986, 412 p.  (ISBN 2-86929-038-1)
- « Le Ruban moucheté » / nouvelle de Sir Arthur Conan Doyle ; trad. Bernard Tourville ; ill. D. Rousseau. Okapi n° 741 spécial Polar, juillet 2003, 99-130.
- « L'Idée fixe » / nouvelle de Sébastien Japrisot ; ill. de D. Rousseau. 813, octobre 2003, n° 85/86, p. 20-22.
- Le Sentier des contes avec le soutien du C.N.L[14]